# Municipio de Oak Park (Illinois)
El municipio de Oak Park (en inglés: Oak Park Township) es un municipio ubicado en el condado de Cook en el estado estadounidense de Illinois. En el año 2010 tenía una población de 51878 habitantes y una densidad poblacional de 4.261,75 personas por km².

## Geografía
El municipio de Oak Park se encuentra ubicado en las coordenadas 41°53′14″N 87°47′24″O / 41.88722, -87.79000. Según la Oficina del Censo de los Estados Unidos, el municipio tiene una superficie total de 12.17 km², de la cual 12.17 km² corresponden a tierra firme y (0%) 0 km² es agua.

## Demografía
Según el censo de 2010, había 51878 personas residiendo en el municipio de Oak Park. La densidad de población era de 4.261,75 hab./km². De los 51878 habitantes, el municipio de Oak Park estaba compuesto por el 67.7% blancos, el 21.65% eran afroamericanos, el 0.18% eran amerindios, el 4.84% eran asiáticos, el 0.03% eran isleños del Pacífico, el 2.01% eran de otras razas y el 3.59% pertenecían a dos o más razas. Del total de la población el 6.79% eran hispanos o latinos de cualquier raza.